# Pădurea Lunca - colonie de stârci
Pădurea Lunca - colonie de stârci este o arie protejată de interes național ce corespunde categoriei a IV-a IUCN (rezervație naturală de tip avifaunistic), situată în județul Arad, pe teritoriul administrativ al comunei Mișca.

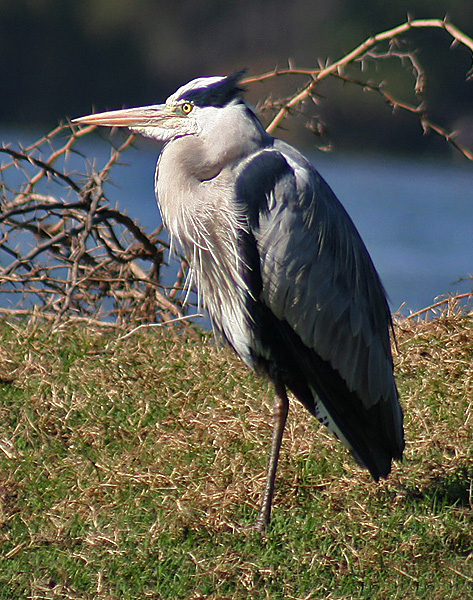
Stârc cenuşiu (Ardea cinerea)

Rezervația naturală aflată în partea nordică a satului Mișca, a fost declarată arie de protecție specială avifaunistică prin Hotărârea de Guvern Nr. 2151 din 30 noiembrie 2004 și are o suprafață de 2 ha. 
Rezervația reprezintă o zonă împădurită umedă, ce asigură condiții de hrănire și cuibărire pentru mai multe specii de păsări migratoare ocrotite pe plan european, printre care și stârcul cenușiu (Ardea cinerea).